# Gaston Therrien
Pour les articles homonymes, voir Therrien.
Gaston Therrien (né le 27 mai 1960 dans le quartier Rosemont à Montréal) est un joueur canadien retraité de hockey sur glace et un analyste sportif à la télévision.

## Biographie
Gaston Therrien a été le choix de 7e tour, 129e au total, des Nordiques de Québec en 1980. Il avait inscrit 265 points en 3 saisons chez les Remparts de Québec. Il n'a joué que 22 parties et inscrit 8 points, avec 8 assistances. Il a par la suite été directeur-général de l'équipe du Mission de Sorel-Tracy durant le lock-out de la LNH en 2005. Il est depuis analyste sportif pour le Réseau des sports.

## Statistiques
| Saison    | Équipe                 | Ligue        |    | Saison régulière | Saison régulière | Saison régulière | Saison régulière | Saison régulière |    | Séries éliminatoires | Séries éliminatoires | Séries éliminatoires | Séries éliminatoires | Séries éliminatoires |
| Saison    | Équipe                 | Ligue        | PJ | B                | A                | Pts              | Pun              | PJ               | B  | A                    | Pts                  | Pun                  |                      |                      |
| 1977-1978 | Remparts de Québec     | LHJMQ        | 72 | 17               | 60               | 77               | 73               |                  |    |                      |                      |                      |                      |                      |
| 1978-1979 | Remparts de Québec     | LHJMQ        | 65 | 10               | 52               | 62               | 126              |                  |    |                      |                      |                      |                      |                      |
| 1979-1980 | Remparts de Québec     | LHJMQ        | 71 | 39               | 86               | 125              | 152              |                  |    |                      |                      |                      |                      |                      |
| 1980-1981 | Americans de Rochester | LAH          | 18 | 2                | 10               | 12               | 6                | --               | -- | --                   | --                   | --                   |                      |                      |
| 1980-1981 | Nordiques de Québec    | LNH          | 3  | 0                | 1                | 1                | 2                | --               | -- | --                   | --                   | --                   |                      |                      |
| 1981-1982 | Express de Fredericton | LAH          | 61 | 11               | 42               | 53               | 79               | --               | -- | --                   | --                   | --                   |                      |                      |
| 1981-1982 | Nordiques de Québec    | LNH          | 14 | 0                | 7                | 7                | 6                | 9                | 0  | 1                    | 1                    | 4                    |                      |                      |
| 1982-83   | Golden Blades d'Érié   | LCH          | 3  | 1                | 4                | 5                | 0                | --               | -- | --                   | --                   | --                   |                      |                      |
| 1982-1983 | Express de Fredericton | LAH          | 41 | 3                | 10               | 13               | 60               | --               | -- | --                   | --                   | --                   |                      |                      |
| 1982-1983 | Nordiques de Québec    | LNH          | 5  | 0                | 0                | 0                | 4                | --               | -- | --                   | --                   | --                   |                      |                      |
| 1986-1987 | Villard-de-Lans        | Ligue Magnus |    | 36               | 48               | 84               |                  |                  |    |                      |                      |                      |                      |                      |
| 1988-1989 | Villard-de-Lans        | Ligue Magnus | 39 | 26               | 33               | 59               | 56               |                  |    |                      |                      |                      |                      |                      |
| 1989-1990 | Villard-de-Lans        | Ligue Magnus | 33 | 12               | 17               | 29               | 78               |                  |    |                      |                      |                      |                      |                      |
| 1990-1991 | Tours                  | Ligue Magnus | 22 | 9                | 20               | 29               | 24               | 3                | 1  | 0                    | 1                    | 8                    |                      |                      |